# Rozdělení gama

Grafy hustot gama rozdělení s různými charakteristikami.

Grafy distribučních funkcí rozdělení gama s různými charakteristikami.

Rozdělení gama je v teorii pravděpodobnosti a statistiky dvouparametrická rodina spojitých rozdělení pravděpodobnosti. Speciálními případy distribuce gama jsou exponenciální rozdělení, Erlangovo rozdělení a rozdělení chí-kvadrát. Běžně se používají tři různé parametrizace distribuce gama:
1. S parametrem tvaru k a parametrem měřítka θ.
2. S parametrem tvaru α = k a inverzním parametrem měřítka β = 1/θ.
3. S tvarovým parametrem k a střední hodnotou μ = kθ = α/β.

V každé z těchto tří forem jsou oba parametry kladná reálná čísla.
Distribuci gama lze parametrizovat například pomocí tvarového parametru α = k a inverzního parametru škály β = 1 / θ. Mějme náhodnou proměnnou X, která má rozdělení gama s parametry α a β:
{\displaystyle X\sim \Gamma (\alpha ,\beta )\equiv \operatorname {Gama} (\alpha ,\beta )}.
Odpovídající funkce hustoty pravděpodobnosti v této parametrizaci je
{\displaystyle {\begin{aligned}f(x;\alpha ,\beta )&={\frac {\beta ^{\alpha }x^{\alpha -1}e^{-\beta x}}{\Gamma (\alpha )}}\quad {\text{ pro }}x>0\quad \alpha ,\beta >0,\\[6pt]\end{aligned}}}
kde {\displaystyle \Gamma (\alpha )} je funkce gama . Pro všechna kladná celá čísla {\displaystyle \Gamma (\alpha )=(\alpha -1)!} .
Kumulativní distribuční funkce je regularizovaná funkce gama:
{\displaystyle F(x;\alpha ,\beta )=\int _{0}^{x}f(u;\alpha ,\beta )\,du={\frac {\gamma (\alpha ,\beta x)}{\Gamma (\alpha )}},}
kde {\displaystyle \gamma (\alpha ,\beta x)} je nižší neúplná funkce gama.
Pokud α je kladné celé číslo (tj. distribuce je Erlangovo rozdělení), má tato distribuční funkce následující rozvoj do řady:
{\displaystyle F(x;\alpha ,\beta )=1-\sum _{i=0}^{\alpha -1}{\frac {(\beta x)^{i}}{i!}}e^{-\beta x}=e^{-\beta x}\sum _{i=\alpha }^{\infty }{\frac {(\beta x)^{i}}{i!}}.}
{\displaystyle f(x;k,\theta )={\frac {x^{k-1}e^{-{\frac {x}{\theta }}}}{\theta ^{k}\Gamma (k)}}\quad {\text{ pro }}x>0{\text{ a }}k,\theta >0.}